# 東言
東 言（ひがし ごん、2001年5月31日 - ）は、日本のクイズプレイヤー、YouTuber。2022年よりウェブメディア「QuizKnock」に所属している。同じくQuizKnockメンバーである東問の双子の弟。

## 来歴・人物
佐賀県生まれ。ラ・サール中学校を中退し、桜丘中学校へ転入。桜丘高等学校2年生時、38回全国高等学校クイズ選手権に兄の東問と共に出場し、優勝。
東京大学理科二類へ進学。在学中は東大王にレギュラー出演した。
2025年、東京大学文学部を卒業。QuizKnockへ就職。クイズプレイヤーとしてタレント活動を続けている。

## 出演

### テレビ
- パネルクイズ アタック25 - 2018年9月2日
- 全国高等学校クイズ選手権 - 2018年9月14日
- くりぃむVS林修！超クイズサバイバー - 2018年12月20日
- 東大王 - 2021年4月～2024年9月
- 出川哲朗のクイズほぉ～スクール - 2024年6月3日～
- クイズプレゼンバラエティーQさま!! - 2024年10月28日、2024年12月23日、2025年2月17日、2025年6月2日、2025年7月28日
- ラヴィット! - 2024年9月12日、2025年1月10日
- ネプリーグ - 2025年6月9日(VTR)
- 踊る!さんま御殿!! - 2025年8月12日